# Swffryd
Swffryd är en by i community Llanhilleth, i kommunen Blaenau Gwent, i Wales. Byn är belägen 11 km från Ebbw Vale. Byn hade 1 722 invånare år 2021.